# دیتر بولن
دیتر بولن (به آلمانی: Dieter Bohlen) (زادهٔ ۷ فوریه ۱۹۵۴ در نزدیکی شهر اولدنبورگ، نیدرزاکسن، برن) خواننده و آهنگساز آلمانی است. او که بیشتر به‌عنوان یکی از اعضای مدرن تاکینگ شهرت دارد پس از جدایی از توماس آندرس، گروه خودش با نام بلو سیستم را پایه‌گذاری کرد. بلو سیستم در سال ۱۹۸۷ تأسیس شد و تا ۱۹۹۷ فعال بود. او همزمان با مدرن تاکینگ، گروهی به اسم سی.سی. کچ (کارولین کاترین مولر) را نیز اداره می‌کرد.